# Láner Ferenc
Láner Ferenc (Óbuda, 1805–1853) jogi doktor, ügyvéd és egyetemi tanár.

## Élete
Láner Lipót tanár fia. Előbb Egerben volt tanár, 1845-től pedig az álladalomtan (statisztika) és bányajog rendes tanára a pesti egyetemen. Meghalt 1853-ban Bécsben utazása közben.
Az 1849–50. iskolai évet megnyitó beszédéből a Magyar Hirlap (1849. 10. sz., nov. 12.) közölt részleteket. Cikkei a Pesti Naplóban (1852. 553. cz. Hajdan és most, 594. Visszatekintés a tudományosság régi állapotjára, 679., 680. Visszatekintés a mult századok államelméletének eredményeire egész a jelen korig, 710. Eger megismertetése vázlatban, 782. Általános tekintet az egészség ügyére hajdan és most.)

## Munkái
- Dissertatio inaug. historico-juridica de Juribus Primatis 1. Regni Hungariae… 24. M. Dec. 1830. Pesthini. (Ism. Hazai s Külf. Tudósítások 1831. I. 9. sz.)
- Institutiones juris gentium maturalis. Agriae, 1840.
- A statisztika elméleti vázlatban. Pest, 1851.